# کارکس لپرینلا
کارکس لپرینلا (نام علمی: Carex leporinella) نام یک گونه از سرده جگن است.